# Stadion Belvedere
Das Belvedere (tschechisch häufig Belveder) war ein Fußballstadion in der tschechischen Hauptstadt Prag. Es wurde vom deutschen Fußballverein DFC Prag benutzt und befand sich am südöstlichen Rand des Letná-Parks nördlich der Altstadt.

## Geschichte
Der 1896 gegründete DFC Prag spielte zunächst auf der so genannten Königswiese, fand aber schon bald als erster Verein ein neues Zuhause auf dem völlig unbebauten Letná-Gelände. Dafür riss der Klub ein Zelt in der südöstlichen Ecke des Geländes ab und baute dort einen Sportplatz, der neben einer Umzäunung auch eine überdachte Sitzplatztribüne aufwies.
In unmittelbarer Nachbarschaft zum Belvedere befand sich das Stadion von Slavia Prag, einem der größten Rivalen des DFC.
In den Jahren 1937 bis 1939 wurde an die Stelle des Belvedere das Gebäude des Landwirtschaftlichen Nationalmuseums gebaut, das auch heute dort beheimatet ist. Direkt gegenüber befindet sich das Technische Nationalmuseum.